# Новоегоровский сельский совет (Харьковская область)
Новоегоровский сельский совет — входит в состав 
Двуречанского района Харьковской области
Украины.
Административный центр сельского совета находится в 
селе Новоегоровка.

## История
- 1943 — дата образования.

## Населённые пункты совета
- село Новоегоровка
- село Берестовое
- посёлок Великий Выселок
- село Граково
- село Ивановка
- село Мальцевка
- село Терны